# 食用酒精

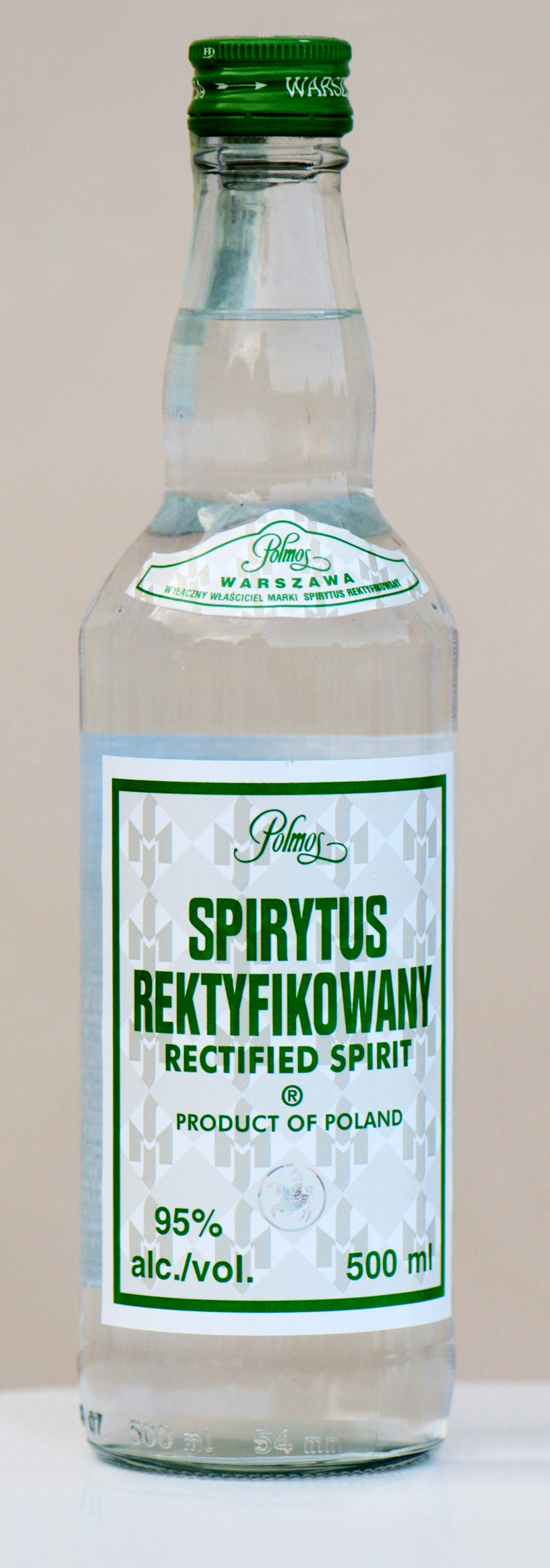
一瓶波兰产的“Spirytus Rektyfikowany”伏特加，酒精含量为95%。

食用酒精，又称精馏酒精（rectified spirit）、中性酒精（neutral spirits），是一种以薯类、谷物、糖类等作为原料经过蒸煮、糖化、发酵、蒸馏、过滤等处理而得的含水酒精，酒精含量通常大于95%（欧盟标准为96%以上）。

## 用途
食用酒精一般用于生产烈性酒，包括伏特加、威士忌、金酒、龙舌兰、朗姆酒以及部分采用“液态发酵法”的中国白酒都是以精馏酒精加入纯净水制成，有时会根据需要加入香料或食用香精等食品添加剂以改善口感。
有时一些食用酒精也会被当做酒精饮料在市场上出售，如波兰生产的“Spirytus Rektyfikowany”伏特加（俗称“生命之水”），酒精含量可高达96%。这种“酒”不宜直接饮用，通常用于配制鸡尾酒等。

## 其它
一些国家和地区（如挪威）严禁将食用酒精当做一般的酒类饮料出售。
在一些国家和地区（如印度），可能会将只用于工业用途的变性乙醇（工业酒精）称做“精馏酒精”，一旦误饮此类酒精可能会导致中毒甚至死亡。